# Зезен
Зезен (њем. Seesen) град је у њемачкој савезној држави Доња Саксонија. Једно је од 15 општинских средишта округа Гослар. Према процјени из 2010. у граду је живјело 20.795 становника. Посједује регионалну шифру (AGS) 3153012.

## Географски и демографски подаци
Зезен се налази у савезној држави Доња Саксонија у округу Гослар. Град се налази на надморској висини од 205 метара. Површина општине износи 102,1 km². У самом граду је, према процјени из 2010. године, живјело 20.795 становника. Просјечна густина становништва износи 204 становника/km².

## Међународна сарадња
| Мјесто       | Држава               | Врста сарадње | Од    |
| ------------ | -------------------- | ------------- | ----- |
| Монтекорвино | Италија              | партнерство   | 2006. |
| Рауна        | Летонија             | контакт       | 1992. |
| Вантаџ       | Уједињено Краљевство | партнерство   | 1978. |
| Карпантрас   | Француска            | партнерство   | 1993. |
| Извор        |                      |               |       |